# Tour de Omán 2025
La 14.ª edición del Tour de Omán se disputó entre el 8 y el 12 de febrero de 2025 en territorio omaní con inicio en la ciudad de Bawshar y final en la montaña Jebel Akhdar. La carrera constó de un total de cinco etapas y recorrió una distancia de 881,4 kilómetros.
La carrera formó parte del UCI ProSeries 2025, calendario ciclístico mundial de segunda división, dentro de la categoría UCI 2.Pro. El vencedor final fue el británico Adam Yates del UAE Emirates XRG, quien estuvo acompañado en el podio por los franceses Valentin Paret-Peintre del Soudal Quick-Step y David Gaudu del Groupama-FDJ, segundo y tercer clasificado respectivamente.

## Equipos participantes
Tomaron parte en la carrera 18 equipos: 9 de categoría UCI WorldTeam invitados por la organización, 5 de categoría UCI ProTeam, 3 de categoría Continental y el equipo nacional omaní. Formaron así un pelotón de 122 ciclistas de los que acabaron 110. Los equipos participantes fueron:
| WorldTeams (9)- Arkéa-B&B Hotels - Groupama-FDJ - Movistar Team - Soudal Quick-Step - Team Jayco AlUla - Team Picnic-PostNL - Team Visma \| Lease a Bike - UAE Team Emirates XRG - XDS Astana Team ProTeams (5)- Burgos-Burpellet-BH - Q36.5 Pro Cycling Team - Team TotalEnergies - Tudor Pro Cycling Team - Uno-X Mobility Equipos continentales (3)- JCL Team Ukyo - Roojai Insurance - Terengganu Cycling Team Equipo nacional- Omán |
| |

## Recorrido
El Tour de Omán dispuso de cinco etapas para un recorrido total de 881,4 kilómetros.
| Etapa     | Fecha     | Recorrido                                                       | type                   | Distancia (km) | Ganador                | Líder          |
| --------- | --------- | --------------------------------------------------------------- | ---------------------- | -------------- | ---------------------- | -------------- |
| 1.ª etapa | 8 de feb  | Bawshar – Hawiyat Najm                                          | etapa llana            | 177,7          | Olav Kooij             | Olav Kooij     |
| 2.ª etapa | 9 de feb  | Rustaq Fort – Yitti Hills                                       | etapa escarpada        | 202,9          | Louis Vervaeke         | Louis Vervaeke |
| 3.ª etapa | 10 de feb | Fanja – Gobernación de Ad Dajilía                               | etapa escarpada        | 180,8          | David Gaudu            | David Gaudu    |
| 4.ª etapa | 11 de feb | Oman Across Ages Museum – Oman Convention and Exhibition Centre | etapa llana            | 181,5          | Olav Kooij             | David Gaudu    |
| 5.ª etapa | 12 de feb | Gobernación de Ad Dajilía – Sierra de Jabal Akhdar              | etapa de media montaña | 138,5          | Valentin Paret-Peintre | Adam Yates     |

## Desarrollo de la carrera

### 1.ª etapa
| Bawshar - Hawiyat Najm | etapa llana | (177,7 km) |

| \| Clasificación de la etapa \| Clasificación de la etapa \| Clasificación de la etapa \| Clasificación de la etapa \| Clasificación de la etapa \| \| Ciclista \| Ciclista \| Equipo \| Tiempo \| \| \| ------------------------- \| ------------------------- \| -------------------------- \| ------------------------- \| ------------------------- \| \| 1.º \| Olav Kooij \| Team Visma \\| Lease a Bike \| 4 h 27 min 19 s \| \| \| 2.º \| Pavel Bittner \| Team Picnic-PostNL \| + 0 s \| \| \| 3.º \| Erlend Blikra \| Uno-X Mobility \| + 0 s \| \| \| 4.º \| Andrea d' Amato \| JCLTeam Ukyo \| + 0 s \| \| \| 5.º \| Rick Pluimers \| Tudor Pro Cycling Team \| + 0 s \| \| \| 6.º \| Fernando Gaviria \| Movistar Team \| + 0 s \| \| \| 7.º \| Anthony Turgis \| Team TotalEnergies \| + 0 s \| \| \| 8.º \| Émilien Jeannière \| Team TotalEnergies \| + 0 s \| \| \| 9.º \| Luca Giaimi \| UAE Team Emirates XRG \| + 0 s \| \| \| 10.º \| Giacomo Nizzolo \| Q36.5 Pro Cycling Team \| + 0 s \| \| |                   |                            |                 |
| |                   |                            |                 |
| |                   |                            |                 |
| Clasificación de la etapa |                   |                            |                 |
| Ciclista | Ciclista          | Equipo                     | Tiempo          |
| 1.º | Olav Kooij        | Team Visma \| Lease a Bike | 4 h 27 min 19 s |
| 2.º | Pavel Bittner     | Team Picnic-PostNL         | + 0 s           |
| 3.º | Erlend Blikra     | Uno-X Mobility             | + 0 s           |
| 4.º | Andrea d' Amato   | JCLTeam Ukyo               | + 0 s           |
| 5.º | Rick Pluimers     | Tudor Pro Cycling Team     | + 0 s           |
| 6.º | Fernando Gaviria  | Movistar Team              | + 0 s           |
| 7.º | Anthony Turgis    | Team TotalEnergies         | + 0 s           |
| 8.º | Émilien Jeannière | Team TotalEnergies         | + 0 s           |
| 9.º | Luca Giaimi       | UAE Team Emirates XRG      | + 0 s           |
| 10.º | Giacomo Nizzolo   | Q36.5 Pro Cycling Team     | + 0 s           |

| \| Clasificación general \| Clasificación general \| Clasificación general \| Clasificación general \| Clasificación general \| \| Ciclista \| Ciclista \| Equipo \| Tiempo \| \| \| --------------------- \| --------------------- \| -------------------------- \| --------------------- \| --------------------- \| \| 1.º \| Olav Kooij \| Team Visma \\| Lease a Bike \| 4 h 27 min 09 s \| \| \| 2.º \| Pavel Bittner \| Team Picnic-PostNL \| + 4 s \| \| \| 3.º \| Rodrigo Álvarez \| Burgos-Burpellet-BH \| + 5 s \| \| \| 4.º \| Erlend Blikra \| Uno-X Mobility \| + 6 s \| \| \| 5.º \| David Gaudu \| Groupama-FDJ \| + 9 s \| \| \| 6.º \| Andrea d' Amato \| JCLTeam Ukyo \| + 10 s \| \| \| 7.º \| Rick Pluimers \| Tudor Pro Cycling Team \| + 10 s \| \| \| 8.º \| Fernando Gaviria \| Movistar Team \| + 10 s \| \| \| 9.º \| Anthony Turgis \| Team TotalEnergies \| + 10 s \| \| \| 10.º \| Émilien Jeannière \| Team TotalEnergies \| + 10 s \| \| |                   |                            |                 |
| |                   |                            |                 |
| |                   |                            |                 |
| Clasificación general |                   |                            |                 |
| Ciclista | Ciclista          | Equipo                     | Tiempo          |
| 1.º | Olav Kooij        | Team Visma \| Lease a Bike | 4 h 27 min 09 s |
| 2.º | Pavel Bittner     | Team Picnic-PostNL         | + 4 s           |
| 3.º | Rodrigo Álvarez   | Burgos-Burpellet-BH        | + 5 s           |
| 4.º | Erlend Blikra     | Uno-X Mobility             | + 6 s           |
| 5.º | David Gaudu       | Groupama-FDJ               | + 9 s           |
| 6.º | Andrea d' Amato   | JCLTeam Ukyo               | + 10 s          |
| 7.º | Rick Pluimers     | Tudor Pro Cycling Team     | + 10 s          |
| 8.º | Fernando Gaviria  | Movistar Team              | + 10 s          |
| 9.º | Anthony Turgis    | Team TotalEnergies         | + 10 s          |
| 10.º | Émilien Jeannière | Team TotalEnergies         | + 10 s          |

### 2.ª etapa
| Rustaq Fort - Yitti Hills | etapa escarpada | (202,9 km) |

| \| Clasificación de la etapa \| Clasificación de la etapa \| Clasificación de la etapa \| Clasificación de la etapa \| Clasificación de la etapa \| \| Ciclista \| Ciclista \| Equipo \| Tiempo \| \| \| ------------------------- \| ------------------------- \| ------------------------- \| ------------------------- \| ------------------------- \| \| 1.º \| Louis Vervaeke \| Soudal Quick-Step \| 4 h 45 min 06 s \| \| \| 2.º \| Valentin Paret-Peintre \| Soudal Quick-Step \| + 2 s \| \| \| 3.º \| Sean Flynn \| Team Picnic-PostNL \| + 2 s \| \| \| 4.º \| Felix Engelhardt \| Team Jayco AlUla \| + 2 s \| \| \| 5.º \| Marco Brenner \| Tudor Pro Cycling Team \| + 2 s \| \| \| 6.º \| Henok Mulubrhan \| XDS Astana Team \| + 2 s \| \| \| 7.º \| Steff Cras \| Team TotalEnergies \| + 2 s \| \| \| 8.º \| Adam Yates \| UAE Team Emirates XRG \| + 2 s \| \| \| 9.º \| Mathys Rondel \| Tudor Pro Cycling Team \| + 2 s \| \| \| 10.º \| David Gaudu \| Groupama-FDJ \| + 2 s \| \| |                        |                        |                 |
| |                        |                        |                 |
| |                        |                        |                 |
| Clasificación de la etapa |                        |                        |                 |
| Ciclista | Ciclista               | Equipo                 | Tiempo          |
| 1.º | Louis Vervaeke         | Soudal Quick-Step      | 4 h 45 min 06 s |
| 2.º | Valentin Paret-Peintre | Soudal Quick-Step      | + 2 s           |
| 3.º | Sean Flynn             | Team Picnic-PostNL     | + 2 s           |
| 4.º | Felix Engelhardt       | Team Jayco AlUla       | + 2 s           |
| 5.º | Marco Brenner          | Tudor Pro Cycling Team | + 2 s           |
| 6.º | Henok Mulubrhan        | XDS Astana Team        | + 2 s           |
| 7.º | Steff Cras             | Team TotalEnergies     | + 2 s           |
| 8.º | Adam Yates             | UAE Team Emirates XRG  | + 2 s           |
| 9.º | Mathys Rondel          | Tudor Pro Cycling Team | + 2 s           |
| 10.º | David Gaudu            | Groupama-FDJ           | + 2 s           |

| \| Clasificación general \| Clasificación general \| Clasificación general \| Clasificación general \| Clasificación general \| \| Ciclista \| Ciclista \| Equipo \| Tiempo \| \| \| --------------------- \| ---------------------- \| ---------------------- \| --------------------- \| --------------------- \| \| 1.º \| Louis Vervaeke \| Soudal Quick-Step \| 9 h 12 min 15 s \| \| \| 2.º \| Valentin Paret-Peintre \| Soudal Quick-Step \| + 6 s \| \| \| 3.º \| Sean Flynn \| Team Picnic-PostNL \| + 8 s \| \| \| 4.º \| David Gaudu \| Groupama-FDJ \| + 11 s \| \| \| 5.º \| Marco Brenner \| Tudor Pro Cycling Team \| + 12 s \| \| \| 6.º \| Mathys Rondel \| Tudor Pro Cycling Team \| + 12 s \| \| \| 7.º \| Adam Yates \| UAE Team Emirates XRG \| + 12 s \| \| \| 8.º \| Diego Ulissi \| XDS Astana Team \| + 12 s \| \| \| 9.º \| Alessandro Fancellu \| JCLTeam Ukyo \| + 12 s \| \| \| 10.º \| Lawrence Warbasse \| Tudor Pro Cycling Team \| + 12 s \| \| |                        |                        |                 |
| |                        |                        |                 |
| |                        |                        |                 |
| Clasificación general |                        |                        |                 |
| Ciclista | Ciclista               | Equipo                 | Tiempo          |
| 1.º | Louis Vervaeke         | Soudal Quick-Step      | 9 h 12 min 15 s |
| 2.º | Valentin Paret-Peintre | Soudal Quick-Step      | + 6 s           |
| 3.º | Sean Flynn             | Team Picnic-PostNL     | + 8 s           |
| 4.º | David Gaudu            | Groupama-FDJ           | + 11 s          |
| 5.º | Marco Brenner          | Tudor Pro Cycling Team | + 12 s          |
| 6.º | Mathys Rondel          | Tudor Pro Cycling Team | + 12 s          |
| 7.º | Adam Yates             | UAE Team Emirates XRG  | + 12 s          |
| 8.º | Diego Ulissi           | XDS Astana Team        | + 12 s          |
| 9.º | Alessandro Fancellu    | JCLTeam Ukyo           | + 12 s          |
| 10.º | Lawrence Warbasse      | Tudor Pro Cycling Team | + 12 s          |

### 3.ª etapa
| Fanja - Gobernación de Ad Dajilía | etapa escarpada | (180,8 km) |

| \| Clasificación de la etapa \| Clasificación de la etapa \| Clasificación de la etapa \| Clasificación de la etapa \| Clasificación de la etapa \| \| Ciclista \| Ciclista \| Equipo \| Tiempo \| \| \| ------------------------- \| ------------------------- \| -------------------------- \| ------------------------- \| ------------------------- \| \| 1.º \| David Gaudu \| Groupama-FDJ \| 4 h 16 min 10 s \| \| \| 2.º \| Adam Yates \| UAE Team Emirates XRG \| + 1 s \| \| \| 3.º \| Damien Howson \| Q36.5 Pro Cycling Team \| + 5 s \| \| \| 4.º \| Valentin Paret-Peintre \| Soudal Quick-Step \| + 13 s \| \| \| 5.º \| Marco Brenner \| Tudor Pro Cycling Team \| + 13 s \| \| \| 6.º \| Cian Uijtdebroeks \| Team Visma \\| Lease a Bike \| + 16 s \| \| \| 7.º \| Chris Harper \| Team Jayco AlUla \| + 16 s \| \| \| 8.º \| Diego Ulissi \| XDS Astana Team \| + 23 s \| \| \| 9.º \| Ruben Guerreiro \| Movistar Team \| + 23 s \| \| \| 10.º \| Wout Poels \| XDS Astana Team \| + 23 s \| \| |                        |                            |                 |
| |                        |                            |                 |
| |                        |                            |                 |
| Clasificación de la etapa |                        |                            |                 |
| Ciclista | Ciclista               | Equipo                     | Tiempo          |
| 1.º | David Gaudu            | Groupama-FDJ               | 4 h 16 min 10 s |
| 2.º | Adam Yates             | UAE Team Emirates XRG      | + 1 s           |
| 3.º | Damien Howson          | Q36.5 Pro Cycling Team     | + 5 s           |
| 4.º | Valentin Paret-Peintre | Soudal Quick-Step          | + 13 s          |
| 5.º | Marco Brenner          | Tudor Pro Cycling Team     | + 13 s          |
| 6.º | Cian Uijtdebroeks      | Team Visma \| Lease a Bike | + 16 s          |
| 7.º | Chris Harper           | Team Jayco AlUla           | + 16 s          |
| 8.º | Diego Ulissi           | XDS Astana Team            | + 23 s          |
| 9.º | Ruben Guerreiro        | Movistar Team              | + 23 s          |
| 10.º | Wout Poels             | XDS Astana Team            | + 23 s          |

| \| Clasificación general \| Clasificación general \| Clasificación general \| Clasificación general \| Clasificación general \| \| Ciclista \| Ciclista \| Equipo \| Tiempo \| \| \| --------------------- \| ---------------------- \| -------------------------- \| --------------------- \| --------------------- \| \| 1.º \| David Gaudu \| Groupama-FDJ \| 13 h 28 min 26 s \| \| \| 2.º \| Adam Yates \| UAE Team Emirates XRG \| + 6 s \| \| \| 3.º \| Damien Howson \| Q36.5 Pro Cycling Team \| + 12 s \| \| \| 4.º \| Valentin Paret-Peintre \| Soudal Quick-Step \| + 18 s \| \| \| 5.º \| Marco Brenner \| Tudor Pro Cycling Team \| + 24 s \| \| \| 6.º \| Chris Harper \| Team Jayco AlUla \| + 27 s \| \| \| 7.º \| Cian Uijtdebroeks \| Team Visma \\| Lease a Bike \| + 27 s \| \| \| 8.º \| Diego Ulissi \| XDS Astana Team \| + 34 s \| \| \| 9.º \| Wout Poels \| XDS Astana Team \| + 34 s \| \| \| 10.º \| Ruben Guerreiro \| Movistar Team \| + 34 s \| \| |                        |                            |                  |
| |                        |                            |                  |
| |                        |                            |                  |
| Clasificación general |                        |                            |                  |
| Ciclista | Ciclista               | Equipo                     | Tiempo           |
| 1.º | David Gaudu            | Groupama-FDJ               | 13 h 28 min 26 s |
| 2.º | Adam Yates             | UAE Team Emirates XRG      | + 6 s            |
| 3.º | Damien Howson          | Q36.5 Pro Cycling Team     | + 12 s           |
| 4.º | Valentin Paret-Peintre | Soudal Quick-Step          | + 18 s           |
| 5.º | Marco Brenner          | Tudor Pro Cycling Team     | + 24 s           |
| 6.º | Chris Harper           | Team Jayco AlUla           | + 27 s           |
| 7.º | Cian Uijtdebroeks      | Team Visma \| Lease a Bike | + 27 s           |
| 8.º | Diego Ulissi           | XDS Astana Team            | + 34 s           |
| 9.º | Wout Poels             | XDS Astana Team            | + 34 s           |
| 10.º | Ruben Guerreiro        | Movistar Team              | + 34 s           |

### 4.ª etapa
| Oman Across Ages Museum - Oman Convention and Exhibition Centre | etapa llana | (181,5 km) |

| \| Clasificación de la etapa \| Clasificación de la etapa \| Clasificación de la etapa \| Clasificación de la etapa \| Clasificación de la etapa \| \| Ciclista \| Ciclista \| Equipo \| Tiempo \| \| \| ------------------------- \| ------------------------- \| -------------------------- \| ------------------------- \| ------------------------- \| \| 1.º \| Olav Kooij \| Team Visma \\| Lease a Bike \| 4 h 31 min 35 s \| \| \| 2.º \| Giacomo Nizzolo \| Q36.5 Pro Cycling Team \| + 0 s \| \| \| 3.º \| Orluis Aular \| Movistar Team \| + 0 s \| \| \| 4.º \| Erlend Blikra \| Uno-X Mobility \| + 0 s \| \| \| 5.º \| Max Kanter \| XDS Astana Team \| + 0 s \| \| \| 6.º \| Pavel Bittner \| Team Picnic-PostNL \| + 0 s \| \| \| 7.º \| Émilien Jeannière \| Team TotalEnergies \| + 0 s \| \| \| 8.º \| Iván García Cortina \| Movistar Team \| + 0 s \| \| \| 9.º \| Amaury Capiot \| Arkéa-B&B Hotels \| + 0 s \| \| \| 10.º \| Florian Vermeersch \| UAE Team Emirates XRG \| + 0 s \| \| |                     |                            |                 |
| |                     |                            |                 |
| |                     |                            |                 |
| Clasificación de la etapa |                     |                            |                 |
| Ciclista | Ciclista            | Equipo                     | Tiempo          |
| 1.º | Olav Kooij          | Team Visma \| Lease a Bike | 4 h 31 min 35 s |
| 2.º | Giacomo Nizzolo     | Q36.5 Pro Cycling Team     | + 0 s           |
| 3.º | Orluis Aular        | Movistar Team              | + 0 s           |
| 4.º | Erlend Blikra       | Uno-X Mobility             | + 0 s           |
| 5.º | Max Kanter          | XDS Astana Team            | + 0 s           |
| 6.º | Pavel Bittner       | Team Picnic-PostNL         | + 0 s           |
| 7.º | Émilien Jeannière   | Team TotalEnergies         | + 0 s           |
| 8.º | Iván García Cortina | Movistar Team              | + 0 s           |
| 9.º | Amaury Capiot       | Arkéa-B&B Hotels           | + 0 s           |
| 10.º | Florian Vermeersch  | UAE Team Emirates XRG      | + 0 s           |

| \| Clasificación general \| Clasificación general \| Clasificación general \| Clasificación general \| Clasificación general \| \| Ciclista \| Ciclista \| Equipo \| Tiempo \| \| \| --------------------- \| ----------------------- \| -------------------------- \| --------------------- \| --------------------- \| \| 1.º \| David Gaudu \| Groupama-FDJ \| 18 h 00 min 01 s \| \| \| 2.º \| Adam Yates \| UAE Team Emirates XRG \| + 6 s \| \| \| 3.º \| Damien Howson \| Q36.5 Pro Cycling Team \| + 12 s \| \| \| 4.º \| Valentin Paret-Peintre \| Soudal Quick-Step \| + 18 s \| \| \| 5.º \| Marco Brenner \| Tudor Pro Cycling Team \| + 24 s \| \| \| 6.º \| Chris Harper \| Team Jayco AlUla \| + 27 s \| \| \| 7.º \| Cian Uijtdebroeks \| Team Visma \\| Lease a Bike \| + 27 s \| \| \| 8.º \| Ruben Guerreiro \| Movistar Team \| + 34 s \| \| \| 9.º \| Wout Poels \| XDS Astana Team \| + 34 s \| \| \| 10.º \| Embret Svestad-Bårdseng \| Arkéa-B&B Hotels \| + 38 s \| \| |                         |                            |                  |
| |                         |                            |                  |
| |                         |                            |                  |
| Clasificación general |                         |                            |                  |
| Ciclista | Ciclista                | Equipo                     | Tiempo           |
| 1.º | David Gaudu             | Groupama-FDJ               | 18 h 00 min 01 s |
| 2.º | Adam Yates              | UAE Team Emirates XRG      | + 6 s            |
| 3.º | Damien Howson           | Q36.5 Pro Cycling Team     | + 12 s           |
| 4.º | Valentin Paret-Peintre  | Soudal Quick-Step          | + 18 s           |
| 5.º | Marco Brenner           | Tudor Pro Cycling Team     | + 24 s           |
| 6.º | Chris Harper            | Team Jayco AlUla           | + 27 s           |
| 7.º | Cian Uijtdebroeks       | Team Visma \| Lease a Bike | + 27 s           |
| 8.º | Ruben Guerreiro         | Movistar Team              | + 34 s           |
| 9.º | Wout Poels              | XDS Astana Team            | + 34 s           |
| 10.º | Embret Svestad-Bårdseng | Arkéa-B&B Hotels           | + 38 s           |

### 5.ª etapa
| Gobernación de Ad Dajilía - Sierra de Jabal Akhdar | etapa de media montaña | (138,5 km) |

| \| Clasificación de la etapa \| Clasificación de la etapa \| Clasificación de la etapa \| Clasificación de la etapa \| Clasificación de la etapa \| \| Ciclista \| Ciclista \| Equipo \| Tiempo \| \| \| ------------------------- \| ------------------------- \| -------------------------- \| ------------------------- \| ------------------------- \| \| 1.º \| Valentin Paret-Peintre \| Soudal Quick-Step \| 3 h 13 min 15 s \| \| \| 2.º \| Adam Yates \| UAE Team Emirates XRG \| + 2 s \| \| \| 3.º \| David Gaudu \| Groupama-FDJ \| + 45 s \| \| \| 4.º \| Embret Svestad-Bårdseng \| Arkéa-B&B Hotels \| + 51 s \| \| \| 5.º \| Cian Uijtdebroeks \| Team Visma \\| Lease a Bike \| + 51 s \| \| \| 6.º \| Wout Poels \| XDS Astana Team \| + 51 s \| \| \| 7.º \| Damien Howson \| Q36.5 Pro Cycling Team \| + 57 s \| \| \| 8.º \| Chris Harper \| Team Jayco AlUla \| + 57 s \| \| \| 9.º \| Jay Vine \| UAE Team Emirates XRG \| + 1 min 15 s \| \| \| 10.º \| Marco Brenner \| Tudor Pro Cycling Team \| + 1 min 15 s \| \| |                         |                            |                 |
| |                         |                            |                 |
| |                         |                            |                 |
| Clasificación de la etapa |                         |                            |                 |
| Ciclista | Ciclista                | Equipo                     | Tiempo          |
| 1.º | Valentin Paret-Peintre  | Soudal Quick-Step          | 3 h 13 min 15 s |
| 2.º | Adam Yates              | UAE Team Emirates XRG      | + 2 s           |
| 3.º | David Gaudu             | Groupama-FDJ               | + 45 s          |
| 4.º | Embret Svestad-Bårdseng | Arkéa-B&B Hotels           | + 51 s          |
| 5.º | Cian Uijtdebroeks       | Team Visma \| Lease a Bike | + 51 s          |
| 6.º | Wout Poels              | XDS Astana Team            | + 51 s          |
| 7.º | Damien Howson           | Q36.5 Pro Cycling Team     | + 57 s          |
| 8.º | Chris Harper            | Team Jayco AlUla           | + 57 s          |
| 9.º | Jay Vine                | UAE Team Emirates XRG      | + 1 min 15 s    |
| 10.º | Marco Brenner           | Tudor Pro Cycling Team     | + 1 min 15 s    |

## Clasificaciones finales
- Las clasificaciones finalizaron de la siguiente forma:[4]

### Clasificación general
| \| Clasificación general \| Clasificación general \| Clasificación general \| Clasificación general \| Clasificación general \| \| Ciclista \| Ciclista \| Equipo \| Tiempo \| \| \| --------------------- \| ----------------------- \| -------------------------- \| --------------------- \| --------------------- \| \| 1.º \| Adam Yates \| UAE Team Emirates XRG \| 21 h 13 min 18 s \| \| \| 2.º \| Valentin Paret-Peintre \| Soudal Quick-Step \| + 6 s \| \| \| 3.º \| David Gaudu \| Groupama-FDJ \| + 39 s \| \| \| 4.º \| Damien Howson \| Q36.5 Pro Cycling Team \| + 1 min 07 s \| \| \| 5.º \| Cian Uijtdebroeks \| Team Visma \\| Lease a Bike \| + 1 min 16 s \| \| \| 6.º \| Chris Harper \| Team Jayco AlUla \| + 1 min 22 s \| \| \| 7.º \| Wout Poels \| XDS Astana Team \| + 1 min 23 s \| \| \| 8.º \| Embret Svestad-Bårdseng \| Arkéa-B&B Hotels \| + 1 min 27 s \| \| \| 9.º \| Marco Brenner \| Tudor Pro Cycling Team \| + 1 min 37 s \| \| \| 10.º \| Simon Dalby \| Uno-X Mobility \| + 2 min 05 s \| \| |                         |                            |                  |
| |                         |                            |                  |
| Fuente: ProCyclingStats |                         |                            |                  |
| Clasificación general |                         |                            |                  |
| Ciclista | Ciclista                | Equipo                     | Tiempo           |
| 1.º | Adam Yates              | UAE Team Emirates XRG      | 21 h 13 min 18 s |
| 2.º | Valentin Paret-Peintre  | Soudal Quick-Step          | + 6 s            |
| 3.º | David Gaudu             | Groupama-FDJ               | + 39 s           |
| 4.º | Damien Howson           | Q36.5 Pro Cycling Team     | + 1 min 07 s     |
| 5.º | Cian Uijtdebroeks       | Team Visma \| Lease a Bike | + 1 min 16 s     |
| 6.º | Chris Harper            | Team Jayco AlUla           | + 1 min 22 s     |
| 7.º | Wout Poels              | XDS Astana Team            | + 1 min 23 s     |
| 8.º | Embret Svestad-Bårdseng | Arkéa-B&B Hotels           | + 1 min 27 s     |
| 9.º | Marco Brenner           | Tudor Pro Cycling Team     | + 1 min 37 s     |
| 10.º | Simon Dalby             | Uno-X Mobility             | + 2 min 05 s     |

### Clasificación de  puntos
| Clasificación por puntos | Clasificación por puntos | Clasificación por puntos   | Clasificación por puntos | Clasificación por puntos |
| Ciclista                 | Ciclista                 | Equipo                     | Puntos                   |                          |
| ------------------------ | ------------------------ | -------------------------- | ------------------------ | ------------------------ |
| 1.º                      | Valentin Paret-Peintre   | Soudal Quick-Step          | 34 pts                   |                          |
| 2.º                      | Olav Kooij               | Team Visma \| Lease a Bike | 30 pts                   |                          |
| 3.º                      | Adam Yates               | UAE Team Emirates XRG      | 27 pts                   |                          |
| 4.º                      | David Gaudu              | Groupama-FDJ               | 26 pts                   |                          |
| 5.º                      | Pavel Bittner            | Team Picnic-PostNL         | 19 pts                   |                          |
| 6.º                      | Erlend Blikra            | Uno-X Mobility             | 16 pts                   |                          |
| 7.º                      | Louis Vervaeke           | Soudal Quick-Step          | 15 pts                   |                          |
| 8.º                      | Sean Flynn               | Team Picnic-PostNL         | 14 pts                   |                          |
| 9.º                      | Giacomo Nizzolo          | Q36.5 Pro Cycling Team     | 14 pts                   |                          |
| 10.º                     | Damien Howson            | Q36.5 Pro Cycling Team     | 13 pts                   |                          |

### Clasificación de los jóvenes
| Clasificación del mejor joven | Clasificación del mejor joven | Clasificación del mejor joven | Clasificación del mejor joven | Clasificación del mejor joven |
| Ciclista                      | Ciclista                      | Equipo                        | Tiempo                        |                               |
| ----------------------------- | ----------------------------- | ----------------------------- | ----------------------------- | ----------------------------- |
| 1.º                           | Valentin Paret-Peintre        | Soudal Quick-Step             | 21 h 13 min 24 s              |                               |
| 2.º                           | Cian Uijtdebroeks             | Team Visma \| Lease a Bike    | + 1 min 10 s                  |                               |
| 3.º                           | Embret Svestad-Bårdseng       | Arkéa-B&B Hotels              | + 1 min 21 s                  |                               |
| 4.º                           | Marco Brenner                 | Tudor Pro Cycling Team        | + 1 min 31 s                  |                               |
| 5.º                           | Simon Dalby                   | Uno-X Mobility                | + 1 min 59 s                  |                               |
| 6.º                           | Nahom Zerai                   | JCLTeam Ukyo                  | + 2 min 06 s                  |                               |
| 7.º                           | Mario Aparicio                | Burgos-Burpellet-BH           | + 2 min 21 s                  |                               |
| 8.º                           | Kevin Vermaerke               | Team Picnic-PostNL            | + 2 min 39 s                  |                               |
| 9.º                           | Mathys Rondel                 | Tudor Pro Cycling Team        | + 3 min 18 s                  |                               |
| 10.º                          | Gianmarco Garofoli            | Soudal Quick-Step             | + 3 min 53 s                  |                               |

### Clasificación por equipos
| Clasificación por equipos | Clasificación por equipos | Clasificación por equipos | Clasificación por equipos |
| Equipo                    | Equipo                    | Tiempo                    |                           |
| ------------------------- | ------------------------- | ------------------------- | ------------------------- |
| 1.º                       | Q36.5 Pro Cycling Team    | 63 h 46 min 07 s          |                           |
| 2.º                       | Tudor Pro Cycling Team    | + 2 min 17 s              |                           |
| 3.º                       | XDS Astana Team           | + 2 min 55 s              |                           |
| 4.º                       | Soudal Quick-Step         | + 3 min 42 s              |                           |
| 5.º                       | Burgos-Burpellet-BH       | + 4 min 24 s              |                           |
| 6.º                       | Arkéa-B&B Hotels          | + 4 min 40 s              |                           |
| 7.º                       | Terengganu Cycling Team   | + 6 min 54 s              |                           |
| 8.º                       | Team Jayco AlUla          | + 7 min 01 s              |                           |
| 9.º                       | Team Picnic-PostNL        | + 7 min 03 s              |                           |
| 10.º                      | UAE Team Emirates XRG     | + 8 min 05 s              |                           |

## Evolución de las clasificaciones
| Etapa                   |                         | Ganador _              | Clasificación general | Puntos                 | Jóvenes                | Combatividad    | Equipo                 |
| ----------------------- | ----------------------- | ---------------------- | --------------------- | ---------------------- | ---------------------- | --------------- | ---------------------- |
| 1.ª etapa               | etapa llana             | Olav Kooij             | Olav Kooij            | Olav Kooij             | Olav Kooij             | Kane Richards   | Team TotalEnergies     |
| 2.ª etapa               | etapa escarpada         | Louis Vervaeke         | Louis Vervaeke        | Louis Vervaeke         | Valentin Paret-Peintre | Rodrigo Álvarez | Soudal Quick-Step      |
| 3.ª etapa               | etapa escarpada         | David Gaudu            | David Gaudu           | Valentin Paret-Peintre | Valentin Paret-Peintre | Rodrigo Álvarez | Q36.5 Pro Cycling Team |
| 4.ª etapa               | etapa llana             | Olav Kooij             | David Gaudu           | Olav Kooij             | Valentin Paret-Peintre | Rodrigo Álvarez | Q36.5 Pro Cycling Team |
| 5.ª etapa               | etapa de media montaña  | Valentin Paret-Peintre | Adam Yates            | Valentin Paret-Peintre | Valentin Paret-Peintre | no otorgado     | no otorgado            |
| Clasificaciones finales | Clasificaciones finales |                        | Adam Yates            | Valentin Paret-Peintre | Valentin Paret-Peintre | no otorgado     | no otorgado            |

## Ciclistas participantes y posiciones finales
Convenciones:
- AB-N: Abandono en la etapa "N"
- FLT-N: Retiro por arribo fuera del límite de tiempo en la etapa "N"
- NTS-N: No tomó la salida para la etapa "N"
- DES-N: Descalificado o expulsado en la etapa "N"

## UCI World Ranking
El Tour de Omán otorgó puntos para el UCI World Ranking para corredores de los equipos en las categorías UCI WorldTeam, UCI ProTeam y Continental. Las siguientes tablas son el baremo de puntuación y los diez corredores que obtuvieron más puntos:
| Posición              | 1.º | 2.º | 3.º | 4.º | 5.º | 6.º | 7.º | 8.º | 9.º | 10.º | 11.º | 12.º | 13.º | 14.º | 15.º | 16.º-30.º | 31.º-40.º |
| Clasificación general | 200 | 150 | 125 | 100 | 85  | 70  | 60  | 50  | 40  | 35   | 30   | 25   | 20   | 15   | 10   | 5         | 3         |
| Por etapa             | 20  | 15  | 10  | 5   | 3   |     |     |     |     |      |      |      |      |      |      |           |           |
| Líder                 | 5   |     |     |     |     |     |     |     |     |      |      |      |      |      |      |           |           |

| Clasificación |                         |                       |         |       |       |       |
| Posición      | Ciclista                | Equipo                | General | Etapa | Líder | Total |
| ------------- | ----------------------- | --------------------- | ------- | ----- | ----- | ----- |
| 1.º           | Adam Yates              | UAE Emirates XRG      | 200     | 30    | -     | 230   |
| 2.º           | Valentin Paret-Peintre  | Soudal Quick-Step     | 150     | 40    | -     | 190   |
| 3.º           | David Gaudu             | Groupama-FDJ          | 125     | 30    | 10    | 165   |
| 4.º           | Damien Howson           | Q36.5                 | 100     | 10    | -     | 110   |
| 5.º           | Cian Uijtdebroeks       | Visma \| Lease a Bike | 85      | 3     | -     | 88    |
| 6.º           | Chris Harper            | Jayco AlUla           | 70      | -     | -     | 70    |
| 7.º           | Wout Poels              | XDS Astana            | 60      | -     | -     | 60    |
| 8.º           | Embret Svestad-Bårdseng | Arkéa-B&B Hotels      | 50      | 5     | -     | 55    |
| 9.º           | Marco Brenner           | Tudor                 | 40      | 6     | -     | 46    |
| 10.º          | Olav Kooij              | Visma \| Lease a Bike | -       | 40    | 5     | 45    |